# Fuego ardiente
Fuego ardiente es una telenovela mexicana producida por Carlos Moreno Laguillo para Televisa en el 2021. La telenovela es una historia original creada por Martha Carrillo y Cristina García. Se estrenó por Las Estrellas el 8 de febrero de 2021 en sustitución de La mexicana y el güero, y finalizó el 4 de junio del mismo año siendo reemplazado por la cuarta temporada de Esta historia me suena.
Está protagonizada por Mariana Torres, Carlos Ferro, Claudia Ramírez y José María de Tavira, junto con Claudia Martín, Fernando Ciangherotti y Kuno Becker en los roles antagónicos; acompañados por Yolanda Ventura, Laura Flores,  Arturo Peniche y Socorro Bonilla.

## Trama
Dante (Fernando Ciangherotti) y su hermana Irene Ferrer (Claudia Ramírez), son dueños de una de las empresas productoras de aceite de oliva más importantes y populares del norte de México. Dante se entera de que sufre de esclerosis lateral amiotrófica, lo cual, decide reunir a toda la familia Ferrer sabiendo que pronto partirá del mundo terrenal y siente la necesidad de poner en orden todos sus problemas y negocios para poder vivir con su familia el tiempo que le resta, bajo la excusa de lanzar una nueva línea de aceite de oliva. Cuando los Ferrer se reencuentran, se desata un amor prohibido entre Alexa (Mariana Torres) y Gabriel (Carlos Ferro), quienes se habían reencontrado desde la primera vez que un sismo los junto en un elevador. Ambos descubren que detrás de la empresa familiar de producción de aceite de oliva, se esconde la actividad ilegal de la falsificación de billetes y lavado de dinero. Alexa está casada con Joaquín Ferrer (Kuno Becker) y Gabriel está casado con Martina Ferrer (Claudia Martín). Joaquín es la cabeza principal del negocio ilegal de lavado de dinero y Gabriel en realidad está buscando a su hermano desaparecido, lo cual, sospecha que los Ferrer están detrás de su desaparición. No todos los Ferrer son iguales, Irene no es como el resto de su familia, es una mujer noble que lucha por su independencia física y emocional, pero rompe con las tradiciones al enamorarse del biólogo marino Fernando (José María de Tavira), un hombre más joven que ella.

## Reparto
Una primera lista del reparto confirmado se publicó el 27 de octubre de 2020, mientras que la segunda lista se publicó el 18 de enero de 2021, ambas a través de la página oficial de Las Estrellas.

### Principales
- Mariana Torres como Alexa Gamba[12]
- Claudia Ramírez como Irene Ferrer
- Carlos Ferro como Gabriel Montemayor[13]
- José María de Tavira como Fernando Alcocer
- Claudia Martín como Martina Ferrer Urquidi
- Kuno Becker como Joaquín Ferrer Urquidi "El Halcón" [14]
- Arturo Peniche como el comandante Alfonso Juárez
- Laura Flores como Laura Urquidi
- Yolanda Ventura como Pilar Ortiz de Ferrer[9]
- Fernando Ciangherotti como Dante Ferrer[9]

### Recurrentes
- Luis Gatica como Nicolás Orozco
- Jaume Mateu como Rodrigo Ferrer Lozano
- Bárbara Islas como  Araceli
- Dayren Chávez como Cecilia
- Agustín Arana como Abel Legaspi
- Socorro Bonilla como Socorro[9]
- José Elías Moreno como el padre Mateo Ocampo
- Odiseo Bichir como Heriberto Ocampo
- Maya Ricote como Katia
- Sebastián Poza Villanueva como Adriano Ferrer
- Candela Márquez como Tamara
- Chris Pazcal como David Arana
- Carlos Speitzer como Baldomero Suárez
- Christian Ramos como Tomás
- Andrea Fátima como Morales
- Luis José Sevilla como Rogelio Negrete
- Daniel Martínez Campos como Gerardo
- Jorge Caballero como Humberto Solís
- Luz Edith Rojas como Caridad
- Carmen Delgado como Marcela
- Juan Luis Arias como El Chaparro
- Medín Villatoro como Juan
- Said Sandoval como Chino
- Leo Casta como Ramiro
- Miranda Kay como Carmen
- Carmen Muga como Paulina
- Lorena Álvarez como Mercedes
- Felipe Carrera como Hernán Montemayor
- Marco Uriel como Rubén Ferrer
- Karla Esquivel como Elisa
- Sandra Kai como Rafaela Almeida
- Karla Gómez como Paula Legaspi

## Episodios
| N.º | Título                                     | Fecha de emisión original | Audiencia (millones) |
| --- | ------------------------------------------ | ------------------------- | -------------------- |
| 1 | «Siento que te conozco de toda la vida»    | 8 de febrero de 2021      | 2.5                  |
| En el presente, Alexa recibe una llamada en donde se le ordena que tiene que escapar, a lo cual, escapa a bordo de una camioneta pero es alcanzada por unos sicarios en la carretera y es herida de bala en el brazo, haciendo que pierda control de la camioneta y caiga al barranco. 8 meses antes, Alexa vive con Joaquín en la Ciudad de México, mientras Joaquín hace sus negocios ilícitos, Alexa es instructora en una academia de baile en donde conoce a Gabriel, tras quedar atrapados en un elevador por culpa de un sismo. Dante es diagnosticado con esclerosis lateral amiotrófica, la cual decide reunir a todos los Ferrer, entre ellos a Joaquín y Alexa. La pareja llega a la hacienda de los Ferrer y Joaquín discute con su padre debido a que Dante quiere terminar con los negocios ilícitos. - Nota: Este episodio se preestrenó el 5 de febrero de 2021 a través de la página oficial y la cuenta en Youtube de Las Estrellas. |                                            |                           |                      |
| 2 | «Decisiones sin vuelta atrás»              | 9 de febrero de 2021      | 2.6                  |
| Dante informa a la familia que se retirará; le ofrece un puesto a Martina, pero ella lo rechaza. Joaquín le arma una escena de celos a Alexa. Tras conocerse, Martina besa a Gabriel y él le corresponde; ambos se dejan llevar por la pasión. |                                            |                           |                      |
| 3 | «Mucho gusto señora Ferrer»                | 10 de febrero de 2021     | 2.4                  |
| Martina y Gabriel se dejan llevar por la pasión y terminan en la cama, por lo que Alexa esta feliz de ver a Martina más relajada. Gabriel y Alexa se encuentran en el evento de la presentación de los aceites en la casona Ferrer, Alexa se sorprende al saber que Gabriel trabaja con su suegro y se lo cuenta a Zara. Joaquín muere de celos al ver bailar a su mujer. Gabriel desea irse de la fiesta, pero Martina lo retiene con un beso. |                                            |                           |                      |
| 4 | «Egoísta»                                  | 11 de febrero de 2021     | 2.5                  |
| Alexa siente celos de Martina al verla besar a Gabriel y le exige a Joaquín revelarle a la familia sobre la enfermedad de Dante. Martina le pide a su hermano un préstamo y le dice que se lo pagará con su parte de la herencia que le deje Dante. Irene va al mercado pero se cae y termina con una herida en la pierna, pero Fernando la auxilia y le ofrece a Irene ir a su casa para curarla. |                                            |                           |                      |
| 5 | «Martirio»                                 | 12 de febrero de 2021     | 2.5                  |
| Finalmente, Fernando cura la herida de la pierna de Irene y comienzan a conocerse. Alexa quiere dar una vuelta en moto y Joaquín se ofrece en acompañarla para no permitir que le pase algo. Alexa se va de la casona para poner distancia con Joaquín y Gabriel le pide a Alexa ocultar lo que pasó entre ellos. |                                            |                           |                      |
| 6 | «Sesión de derechos»                       | 15 de febrero de 2021     | 2.4                  |
| Gabriel encuentra a Alexa antes de abordar al avión y le pide un favor doloroso, ocultar lo que pasó entre ellos; Alexa le explica a Gabriel porqué fingió no conocerlo. Durante la cena, Martina anuncia que se quedará en la casona para trabajar y Dante le cuenta a Pilar que hará modificaciones a su testamento. Martina y Joaquín llegan a la notaría para tratar de modificar el testamento de Dante, pero sin imaginarse que Dante también llega y se decepciona al saber que Joaquín y Martina planean repartir su dinero antes de su muerte. |                                            |                           |                      |
| 7 | «Un buen negocio»                          | 16 de febrero de 2021     | 2.3                  |
| Alexa sufre un asalto y le golpean la pierna, Gabriel la ayuda y decide llevarse a Alexa a un hospital; el doctor le informa a Alexa que no tiene fractura ni daño grave. Joaquín manda golpear al hijo del Doctor. Gabriel lleva a Alexa a su casa y son fotografiados al llegar al edificio, a Joaquín le hacen llegar las fotos. Alexa y Gabriel se sorprenden al ver que entraron a su departamento a robar, le informa a Joaquín lo sucedido y le oculta que Gabriel la ayudó. Alexa le agradece a Gabriel y este le propone seguir ocultando que se vieron. Martina le hace una jugosa oferta a Gabriel para poder cobrar la herencia de su abuela, por lo cual, Gabriel se sorprende con la propuesta de matrimonio de Martina. |                                            |                           |                      |
| 8 | «Cualquier decisión tiene consecuencias»   | 17 de febrero de 2021     | 2.4                  |
| Gabriel continúa investigando la desaparición de Hernán y descubre la enfermedad de Dante. Alexa regresa a la casona Ferrer y Martina sigue buscando quién acepte su propuesta. |                                            |                           |                      |
| 9 | «No te cases con ella»                     | 18 de febrero de 2021     | 2.4                  |
| Joaquín descubre que la policía sigue detrás del negocio de billetes falsos. Alexa le pide a Gabriel no aceptar la propuesta de Martina y la atracción que sienten casi los orilla a besarse. Gabriel sospecha que su hermano está muerto. |                                            |                           |                      |
| 10 | «Mi futuro esposo»                         | 19 de febrero de 2021     | 2.2                  |
| Alexa trata de hacer entrar en razón a Martina sobre la idea de su prematura boda con Gabriel, pero este llega a buscar a Martina para darle su respuesta. David vuelve a entrar a la bodega y Rodrigo informa que hubo un operativo a fuera de la casona; Joaquín le informa a Dante que desmanteló todo, Rodrigo e Irene se sorprenden al ver a David en la bodega. Martina reúne a todos para presentarles a su futuro esposo, pero Dante explota en contra de Gabriel por seguirle el juego a su hija y no tolera la decisión de Martina, la corre de la casona junto con Gabriel y termina por darle una cachetada a Martina. Joaquín le reclama a Gabriel por ser un inoportuno, pero Gabriel defiende su decisión de casarse. Alexa sufre por la noticia de la boda de Gabriel. |                                            |                           |                      |
| 11 | «Me caso por amor»                         | 22 de febrero de 2021     | 2.4                  |
| Gabriel le da una explicación a Dante sobre su boda con Martina, le jura a Dante querer hacer una vida con Martina y propone firmar un acuerdo para no recibir nada de la herencia. Alexa se sorprende al escuchar que Gabriel se casará por amor. Negrete, por órdenes de su jefe, termina con la vida de Felipe, uno de sus distribuidores. |                                            |                           |                      |
| 12 | «Entrar por la puerta grande»              | 23 de febrero de 2021     | 2.4                  |
| Dante asegura que no va a invitar a nadie para la boda y llega a la notaría para cambiar su testamento, Gabriel llega para firmar el acuerdo con Dante. Alexa no soporta la idea de vivir en la misma casa que Gabriel; Martina los encuentra juntos. Alexa recuerda un día trágico en su vida. Laura aparece sorpresivamente en la casona para la boda de Martina. |                                            |                           |                      |
| 13 | «La boda de Martina y Gabriel»             | 24 de febrero de 2021     | 2.5                  |
| Martina y Gabriel se casan por unión civil. pero Alexa sufre al verlos. Joaquín se reencuentra con un viejo amor. Laura regresa a la casona por la boda de Martina, pero ni Dante ni Joaquín están felices de verla, así que se provoca una fuerte discusión entre madre e hijo. |                                            |                           |                      |
| 14 | «Los príncipes azules no existen»          | 25 de febrero de 2021     | 2.4                  |
| Martina le comparte a sus seguidores la entrada al cuarto para su noche de bodas. Pilar se encuentra muy preocupada por Rodrigo y Dante recuerda su enfrentamiento con Laura. Joaquín se encuentra entre los olivos con un antiguo amor, pero es descubierto por Abel. Laura le pide ayuda a Alexa para acercarse a su hijo, pero esta le informa que pronto se van a separar. Rodrigo entra en shock cuando Pilar lo presenta con el padre Heriberto, Alexa trata de tranquilizarlo, pero Rodrigo recuerda el abuso que sufrió de niño. |                                            |                           |                      |
| 15 | «Unir fuerzas»                             | 26 de febrero de 2021     | 2.1                  |
| Rodrigo busca a Heriberto para confrontarlo por lo que le hizo en el pasado. Katia y Adriano seguros de querer pasar la noche juntos. Irene y Fernando cada vez se piensan más. La amiga de Martina continua inquietando a Joaquín y este decide llevarse por el fuego de la pasión. Gabriel comienza a investigar dentro de la casona y encuentra varias pistolas. Gabriel le propone a Alexa llevar la fiesta en paz. Joaquín intenta hacer el amor con Alexa, pero ella lo rechaza. Gabriel acepta aliarse a la policía para encontrar a Hernán y desmantelar a los Ferrer. |                                            |                           |                      |
| 16 | «Nuestro amor es imposible»                | 1 de marzo de 2021        | 2.4                  |
| Laura le pide a Samuel que la ayude aclarar su infidelidad del pasado. Alexa acepta que ama a Gabriel con toda el alma y no puede dejar de pensar en el. Katia decide tener su primera vez con Adriano y terminan haciendo el amor. Gabriel le confiesa su amor a Alexa y la besa, pero ella le pide olvidarla pues son concuños. |                                            |                           |                      |
| 17 | «El amor llega cuando menos te lo esperas» | 2 de marzo de 2021        | 2.4                  |
| Rodrigo descubre que Ulises también sufrió abuso de Heriberto cuando era niño. Irene siente culpa por enamorarse de Fernando. Alexa le asegura a Sara que su relación con Gabriel no tiene futuro. Laura y Alfonso recuerdan lo que pasó hace cuarenta años cuando eran novios. Alexa ya no quiere estar en la casona Ferrer, desea regresar a la ciudad, pero Joaquín no lo permite. Irene y Fernando comienzan a extrañarse. |                                            |                           |                      |
| 18 | «Una mujer libre»                          | 3 de marzo de 2021        | 2.2                  |
| Irene hace negocios con Oléico. Alexa le dice a Gabriel que ha decidido separarse de Joaquín y que el tampoco está en sus planes. Sara descubre a Joaquín besándose con Paulina. Joaquín sigue con la falsificación de los billetes. Gabriel le pide trabajo a Dante en la fábrica para poder sacar más información. Abel comienza a cortejar a Irene. La madre de Katia le reclama por haber ido a una boda a la casona Ferrer, Katia decide confesarle que Adriano es su novio y no piensa dejar de verlo. |                                            |                           |                      |
| 19 | «Un buen negocio»                          | 4 de marzo de 2021        | 2.2                  |
| Fernando le confiesa a Irene lo feliz que le hace estar a su lado; Irene le asegura que siente lo mismo, pero que su amor es imposible. Dante enfrenta a Joaquín por seguir con el negocio ilícito. El comandante Nicolás organiza un operativo para poder capturar a Joaquín "El halcón" y este es herido en el brazo. Gabriel cuestiona a Alexa sobre su divorcio y sobre sus sentimientos pero Soco los interrumpe. Joaquín logra escapar de la policía. |                                            |                           |                      |
| 20 | «Alexa está embarazada»                    | 5 de marzo de 2021        | 2.1                  |
| Joaquín manda darle un escarmiento a Alexa por querer dejarlo; Alexa recibe el impacto del choque y termina gravemente herida, por lo que deberá ser operada de emergencia. Tamara le arma una escena de celos a Fernando. El doctor informa a los Ferrer que Alexa está embarazada, Dante y Joaquín brincan de felicidad por dicha noticia. |                                            |                           |                      |
| 21 | «Joaquín abusó de mí»                      | 8 de marzo de 2021        | 2.5                  |
| Dante le informa a Laura que pronto serán abuelos y Martina está segura de que Joaquín no va a permitir que Alexa y él se separen. Alexa niega estar embarazada y le asegura a Joaquín que tener un hijo con él no es una realidad entre los dos. Alexa acusa a Joaquín de haberse aprovechado de ella el día del lanzamiento del aceite y Gabriel, Rodrigo e Irene le reclaman a Joaquín por lo que le hizo a Alexa. |                                            |                           |                      |
| 22 | «Alexa decide tener al bebé»               | 9 de marzo de 2021        | 2.4                  |
| Gabriel visita a Alexa en el hospital y reitera su apoyo ante la decisión sobre si desea o no, tener a su hijo. Dante le pide a Joaquín limpiar su nombre por las acusaciones de su esposa, pero este le responde. Joaquín visita a Alexa en el hospital y ella le recrimina lo que le hizo. Él se excusa y no piensa darle el divorcio a la futura madre de su hijo. Fernando visita a Irene en el hospital y le confiesa que su relación con Tamara terminó. Irene lamenta la noticia, pero Fernando le confiesa el amor que siente por ella. |                                            |                           |                      |
| 23 | «El accidente fue provocado»               | 10 de marzo de 2021       | 2.5                  |
| El comandante Juárez descubre que Negrete es un infiltrado y le deja claro que tiene evidencias en su contra. Joaquín le reclama a Gabriel por haberlo atacado y le asegura que si se mete en su vida la pagará muy caro. Laura le confiesa a Alfonso que nunca abortó y su hijo sí nació y Gabriel encuentra pruebas que culpan a Joaquín del accidente de Alexa. |                                            |                           |                      |
| 24 | «Una acusación muy seria»                  | 11 de marzo de 2021       | 2.6                  |
| Gabriel hace que Alexa dude acerca de la inocencia de Joaquín con respecto a los accidentes que ha sufrido últimamente, incluyendo la muerte de sus padres. Laura alienta a Martina para que reconozca su amor por Gabriel, mientras que él cada vez está más convencido de que Joaquín provocó el asalto a Alexa. Alexa se desahoga con Irene y le cuenta que le gustaría saber quién es en realidad Joaquín. Rodrigo continua su investigación sobre el maestro Heriberto. |                                            |                           |                      |
| 25 | «Tengo que tenerlo cerca»                  | 12 de marzo de 2021       | 2.3                  |
| Joaquín manda golpear a Rodrigo y Alexa decide quedarse para buscar evidencias que la ayuden a hacer justicia. Fernando prepara una cena romántica a Irene, lo que desencadena que enciendan la pasión y hagan el amor. Alexa recibe regalos por parte de Joaquín para su hijo pero esta le pide ayuda a Rodrigo para obsequiarlos. Joaquín se burla de Gabriel por lo ocurrido con su contenedor. |                                            |                           |                      |
| 26 | «Alexa amenaza a Joaquín»                  | 15 de marzo de 2021       | 2.5                  |
| Alexa amenaza a Joaquín con abortar al bebé. Aracely sufre un fuerte accidente al tratar de celar a Gerardo y se pone a beber, poniendo en riesgo su vida y la de su hija. Soco le enseña a Martina a cocinar. Gabriel sospecha de Joaquín. David prepara todo para irse. Gabriel y Nicolás llegan a la casa de David, pero al entrar perciben un fuerte olor a gas, por lo que de inmediato comienzan a buscarlo y lamentablemente lo encuentran sin vida. |                                            |                           |                      |
| 27 | «Vamos a hacer justicia»                   | 16 de marzo de 2021       | 2.3                  |
| Gabriel y Nicolás encuentran sin vida a David. Dante se entera de que Irene excluyó a Joaquín del brindis que organizó, lo que provoca su furia. Martina le reprocha a Alexa el que culpe a Joaquín de violación por los problemas que su confesión ha provocado en la familia. Gabriel le presenta a Alexa las imágenes de su asalto y ella tiene más pruebas en contra de Joaquín. Alexa no piensa quedarse de brazos cruzados y hará justicia con la ayuda de Gabriel. |                                            |                           |                      |
| 28 | «¡Voy a pelear!»                           | 17 de marzo de 2021       | 2.5                  |
| Tamara descubre el romance entre Fernando e Irene. Tamara promete vengar el dolor que le causaron. Dante y Joaquín pretenden arruinar los negocios de Irene. Gerardo desprecia a Aracely. Joaquín le confiesa a Dante que él acabó con la vida de David. Alexa descubre, gracias a Gabriel, que asesinaron a sus padres. |                                            |                           |                      |
| 29 | «El monte de las ánimas»                   | 18 de marzo de 2021       | 2.6                  |
| Adriano cacha a Irene besándose con Fernando; ambos intentan defenderse, pero Adriano los rechaza. Irene está muy angustiada por no saber nada de si hijo Adriano pero Rodrigo y Gabriel logran encontrarlo. Joaquín no entiende como es que la policía llegó al monte de las ánimas. Dante y Joaquín le reclaman a Rodrigo por ser amigo de Irene, así que le entregan un cheque de liquidación por sus servicios en la fábrica. |                                            |                           |                      |
| 30 | «No hay enemigo pequeño»                   | 19 de marzo de 2021       | 2.3                  |
| Gabriel se entera de que su hermano está muerto y jura vengarse de los que mataron a su hermano. Con ayuda de Martina, Laura intenta recuperar a Joaquín, pero él solo siente vergüenza por ella. Gabriel sufre al informarle a su madre sobre la muerte de su hermano Hernán. Irene ordena una auditoría a la fábrica Ferrer; Joaquín asegura que pagará caro su traición. Joaquín le da a Alexa 24 horas para volver a la casona o sus seres queridos pagarán. |                                            |                           |                      |
| 31 | «El destino quiere que estemos juntos»     | 22 de marzo de 2021       | 2.3                  |
| Rodrigo con ayuda de su terapia poco a poco va asimilando el abusó que sufrió en su infancia. Irene intenta hablar con Tamara, pero ella solo se burla de su rival de amores. Gabriel promete ayudarle a Alexa en su búsqueda de justicia y además jura amarla solo a ella. Irene le reclama a Fernando por no contarle sobre la oferta de trabajo en Canadá. Martina se disculpa con Gabriel por todo lo que ha pasado entre ellos y le deja claro que no quiere perder su amistad. Irene quiere vender su parte invertida de la fábrica, Joaquín y Dante enfurecen. |                                            |                           |                      |
| 32 | «No hay latido del corazón»                | 23 de marzo de 2021       | 2.4                  |
| Alexa le informa a Irene que regresará con Joaquín a la casona, esta no entiende del todo su decisión pero la apoya. Alexa regresa a la casona Ferrer para pedirle perdón a Joaquín y este la humilla frente a todos. Cecy encuentra a Aracely en su casa con su amante, ambas tienen una fuerte discusión. Alexa sufre fuertes dolores y le pide ayuda a Gabriel, este la lleva de emergencia al hospital y le informan que sufrió un aborto espontáneo y Negrete es asesinado en la cárcel. |                                            |                           |                      |
| 33 | «Nada está bien»                           | 24 de marzo de 2021       | 2.2                  |
| Fernando busca a Tamara y le asegura que jamás la engañó y le pide no molestar más a Irene. En la terapia, Rodrigo revive el maltrato que sufrió de parte de Heriberto. Gabriel ayuda a Alexa para que Joaquín no descubra que salió de la casona. Joaquín se molesta al ver a Gabriel cargando a su esposa. Dante encuentra a Irene con Fernando y los ataca, pero ambos defienden su amor. |                                            |                           |                      |
| 34 | «Quiero que muera de amor por mí»          | 25 de marzo de 2021       | 2.1                  |
| Fernando le deja claro a Irene que luchará por su amor. Alexa continua muy deprimida por haber perdido a su bebé. Gabriel sufre por no poder cuidar a Alexa y la besa, pero le asegura que siempre estará para ella; le agradece a Cecy por ayudarlo con la desaparición de Alexa. Martina está decidida a todo con tal de conquistar a Gabriel. Pilar descubre el secreto de Rodrigo cuando este le reclama a Heriberto por haber abusado de él. |                                            |                           |                      |
| 35 | «Hasta las últimas consecuencias»          | 26 de marzo de 2021       | 2.2                  |
| Rodrigo, con ayuda de Pilar no descansarán hasta hacerle pagar a Heriberto lo que le hizo en el pasado. Adriano dispuesto apoyar a Katia con la decisión que tome sobre el bebé que esta esperando. Alexa sufre por estar al lado de Joaquín y continua fingiendo enfrente de Joaquín sobre la pérdida de su bebé. Gabriel le hace llegar con ayuda de Cecy un pequeño detalle a Alexa y ambos desean estar juntos. Pilar le demuestra todo su apoyo a Rodrigo. Irene y Fernando pasan un romántico momento buceando juntos en el mar. Pilar queda destrozada tras saber el secreto de Rodrigo y Gabriel lo ayudará para hacer pagar a Heriberto por lo que le hizo. |                                            |                           |                      |
| 36 | «Tu mejor opción»                          | 29 de marzo de 2021       | 1.9                  |
| Dante con tal de vengarse de su hermana le demuestra todo su apoyo a Adriano y le ofrece vivir en la casona. Alexa y Gabriel se encuentran platicando en su cuarto y Joaquín llega a buscarla. Irene apoya a Pilar. Alfonso intenta seducir a Laura y le sugiere darse una oportunidad en el amor; ella acepta y se besan. Fernando le reclama a Tamara por el meme que publicó de Irene. Pilar le confiesa a Dante el abuso de Rodrigo y Adriano se va de su casa, pero al burlarse de su mamá, ésta le da una cachetada. |                                            |                           |                      |
| 37 | «Te devuelvo tu libertad»                  | 30 de marzo de 2021       | 2.2                  |
| Gabriel está seguro de que Alexa siente celos de su relación con Martina y la besa. Araceli y Gerardo a punto de cruzar la frontera. Fernando decide terminar con Irene al verla sufrir por el rechazo de Adriano. Laura y Alfonso continúan como dos adolescentes disfrutando de su amor. Joaquín y Dante temen que el Ave Fénix los eche de cabeza en el negocio y Alfonso sospecha que Joaquín tiene que ver con Samuel, el Ave Fénix. |                                            |                           |                      |
| 38 | «No me sueltes nunca»                      | 31 de marzo de 2021       | 1.9                  |
| Rodrigo se reúne con sus excompañeros de la escuela y harán todo para hundir a Heriberto en la cárcel. Alexa quiere saber cuál es el negocio ilícito de Joaquín y Dante. Alexa y Gabriel se escapan a una playa, se entregan a la pasión y hacen una promesa en la playa. Martina se pone muy orgullosa por la actitud de Rodrigo. Alfonso se le declara a Laura y Rodrigo y Martina pasean por Ciudad de México. |                                            |                           |                      |
| 39 | «Araceli es perseguida por la migra»       | 1 de abril de 2021        | 1.8                  |
| Araceli y Gerardo están a punto de cruzar la frontera, escapan de la policía y terminan varados en el desierto. Irene sufre por el desprecio de Adriano. Alexa y Gabriel no dejan de pensar en lo que vivieron en la playa. Rodrigo y Martina están cada vez más juntos, pero este comenzará a enamorarse. Baldomero y Cari encienden la pasión. Pilar ve a Gabriel salir del cuarto de Alexa. |                                            |                           |                      |
| 40 | «Divide y vencerás»                        | 2 de abril de 2021        | 1.9                  |
| Martina y Rodrigo quedan en seguirse apoyando en todo. Martina pone sobre aviso a Adriano. Baldomero continua inquietando a Caridad. Alexa y Gabriel saben que son almas gemelas. Pilar le hace ver a Dante que no debe consentir a Adriano, o de lo contrario, volverá a cometer el mismo error que hizo con sus hijos. Alfonso continúa siendo romántico y sorprende una vez más a Laura. Adriano quiere ver al Halcón. Dante buscará vengarse de Alfonso. Tras ser mordido por una víbora de cascabel en el desierto, Gerardo muere en los brazos de Araceli. Martina le da a Gabriel una noticia impactante. |                                            |                           |                      |
| 41 | «Martina está embarazada»                  | 5 de abril de 2021        | 2.1                  |
| Alexa se sorprende al saber que Martina podría estar embarazada y le sugiere hacerse una prueba de embarazo. Dante dispuesto a pagar un coach para que Adriano compita en Hawái. Alexa le pide a Gabriel que deje de tener intimidad con Martina o de lo contrario su relación se terminará. Martina se hace la prueba y confirma que está embarazada, pero no sabe si quedarse con el bebé. Gabriel le confiesa a Alexa que apoyará a Martina con el bebé. |                                            |                           |                      |
| 42 | «¿Cuánto quieres por tu hijo?»             | 6 de abril de 2021        | 2.1                  |
| Alexa no soporta la idea de que Gabriel tenga un hijo con Martina. Heriberto hace todo por escapar. Irene no permitirá que Dante le quiera ver la cara con el evalúo de las tierras. Joaquín se burla de Rodrigo tras saber que sufrió abuso, pero Rodrigo lo pone en su lugar. Los padres de familia exigen que el maestro Heriberto deje la escuela y que pague por el abuso que cometió. Dante le ofrece una fuerte suma de dinero a Martina por su bebé, pero ésta no acepta al igual que Alexa. |                                            |                           |                      |
| 43 | «¿Querías ver al Halcón?»                  | 7 de abril de 2021        | 1.9                  |
| Dante le reclama a Laura por el hijo que tuvo en el pasado y Adriano esta a punto de encontrarse con el Halcón. Martina recibe el apoyo de Alexa y le sugiere que se de la oportunidad de ser mamá. Gabriel besa a Alexa y le asegura que solo esta apoyando a Martina. Adriano sufre al recordar que su madre le dijo que no confiaba en Joaquín y recuerda cómo Pilar le aconsejó no abandonar a Irene. |                                            |                           |                      |
| 44 | «No hay latidos del corazón»               | 8 de abril de 2021        | 1.9                  |
| Joaquín hace una cita con el ginecólogo sin el consentimiento de Alexa, quien se pone nerviosa al saber que puede descubrir que ya no está embarazada. Gabriel acompaña a Martina para que le hagan un ultrasonido pero la doctora les dice que no escucha los latidos del corazón del bebé. Martina le dice a su mamá que Gabriel se portó muy cariñoso luego de acompañarla al hospital donde se enteraron de que perdieron a su bebé. |                                            |                           |                      |
| 45 | «¿Quién eres Gabriel?»                     | 9 de abril de 2021        | 2.3                  |
| Cecilia le dice a Tomás que ella y su mamá decidieron alejarse de la pequeña para que pueda estar tranquilo pero el le da una terrible noticia. Alexa se encuentra muy asustada mientras el doctor le hace el ultrasonido pero Gabriel hace una jugada para engañar a Joaquín. Alexa le pregunta a Gabriel qué es lo que hizo para que el doctor mintiera al hacerle un ultrasonido falso, así que no le queda de otra que revelar su verdadera identidad. Martina le hace saber a Gabriel que no quiere estar con nadie más y que está enamorada de él pero le responde que para el amor se necesitan dos y no puede corresponderle. |                                            |                           |                      |
| 46 | «Un lobo con piel de oveja»                | 12 de abril de 2021       | 1.9                  |
| Pilar le reclama a Heriberto por lo que le hizo a su hijo. Rodrigo sufre al saber que Martina lo utilizó para darle celos a Gabriel. Dante se siente mal, se desmaya y rueda por las escaleras; Alexa es testigo del accidente y lo lleva al hospital. |                                            |                           |                      |
| 47 | «Humberto abusa de Cecilia»                | 13 de abril de 2021       | 2.1                  |
| Humberto droga a Cecilia y se aprovecha de ella. Tamara aprovecha las cámaras en la inauguración de la fundación para besar a Fernando. Dante le pide a Joaquín cuidar a Adriano y evitar meterlo en los negocios ilícitos de la familia; Adriano los escucha. Martina sospecha que una mujer le robó a su esposo. |                                            |                           |                      |
| 48 | «Estás fuera del caso»                     | 14 de abril de 2021       | 2.3                  |
| Cecilia se entera de que fue drogada pero no abusaron de ella. Adriano está en las manos de Joaquín. Alfonso prescinde de la colaboración de Gabriel al saber que es amante de Alexa y Tamara conoce a Joaquín y comete una indiscreción sobre Alexa. |                                            |                           |                      |
| 49 | «Encerrada como en una cárcel»             | 15 de abril de 2021       | 2.2                  |
| Joaquín explota ante todos los Ferrer por provocar que Alexa desobedezca sus órdenes y Gabriel le pide que respete a las mujeres de la casona. Gabriel y Alexa se entregan a la pasión y juntos confían en que Joaquín pagará por lo que ha hecho. Dante y Alfonso se enfrentan, y por otro lado, Adriano corre peligro de muerte. |                                            |                           |                      |
| 50 | «Adriano muere en brazos de Irene»         | 16 de abril de 2021       | 1.9                  |
| Alguien sorprende a Adriano y lo empuja provocándole un terrible accidente. Alfonso comienza a investigar que fue lo que le ocurrió a Adriano. Tras estar grave en el hospital, Adriano despierta y pide ver a Irene, pero cuando ella llega, el le pide perdón por lo mal que se ha comportado y termina dando su último suspiro. |                                            |                           |                      |
| 51 | «¿Por qué te fuiste mi niño?»              | 19 de abril de 2021       | 2.4                  |
| Toda la familia Ferrer quedan devastados por la muerte de Adriano, sobre todo Irene, que queda destrozada por la muerte de su hijo. Katia le confiesa a Irene de su embarazo durante el funeral de Adriano e Irene le propone que se quede a vivir con ella para poder criar a su bebé juntas. |                                            |                           |                      |
| 52 | «Presunto culpable»                        | 20 de abril de 2021       | 2.2                  |
| Tamara denuncia a Fernando como el asesino de Adriano. Irene está ilusionada con la llegada de Katia a su casa para criar a su nieto. El comandante Alfonso detiene a Fernando por ser presunto culpable de la muerte de Adriano, debido a que fue de las últimas personas con las que el se encontraba. Joaquín intenta seducir a Alexa. |                                            |                           |                      |
| 53 | «Joaquín mató a Adriano»                   | 21 de abril de 2021       | 2.3                  |
| Irene visita a Fernando en los separos y le jura ser inocente, que el nunca hará algo grave y cree que Tamara está detrás de dicha acusación. Joaquín y Dante aseguran que Fernando si puede ser culpable. Joaquín confiesa su felicidad de haber quitado de su camino a Adriano. Irene enfrenta a Tamara. Rodrigo descubre que Alexa y Gabriel son amantes y se ven en secreto. |                                            |                           |                      |
| 54 | «Con un pie en la tumba»                   | 22 de abril de 2021       | 2.3                  |
| Gabriel estalla al saber que Joaquín abusó de Alexa. Fernando es trasladado a prisión. Alfonso y Laura realizan una prueba de ADN con el cabello de Fernando. Dante ya sabe que Joaquín sigue con la falsificación de billetes, así que lo pone en su lugar. El Halcón se burla de su papá y este sufre un ataque. |                                            |                           |                      |
| 55 | «Dante sufre una embolia»                  | 23 de abril de 2021       | 2.3                  |
| Dante queda paralizado del lado izquierdo; todos los Ferrer se enteran de que Dante tiene los días contados. Tamara y Joaquín se entregan a la pasión, pero el saca su lado machista ante su amante. Irene visita a Fernando en la cárcel y Rubén amenaza a Joaquín. |                                            |                           |                      |
| 56 | «Sé que tú y Alexa son amantes»            | 26 de abril de 2021       | 1.9                  |
| Joaquín le pide a Dante que cambie su actitud con el. Dante le ofrece una disculpa a Rodrigo y quiere que regrese a los olivos y a la casona. Rodrigo encara a Gabriel por su relación con Alexa. Alguien amenaza a Joaquín con revelar que el mató a Adriano. |                                            |                           |                      |
| 57 | «El perfecto culpable»                     | 27 de abril de 2021       | 2.2                  |
| Joaquín busca desesperadamente a quien le mandó el video que lo inculpa de la muerte de Adriano. Fernando se entera de que Joaquín y Tamara son amantes y que ambos planearon su encarcelamiento. Gabriel le dice a Alexa que Rodrigo los descubrió, así que ella le pide mantener distancia. Fernando pelea en prisión. |                                            |                           |                      |
| 58 | «Una madre desesperada»                    | 28 de abril de 2021       | 2.1                  |
| Joaquín le reclama a Gabriel por ayudar a Fernando, pero Gabriel no permite que lo intimide. Laura descubre que Fernando sí es su hijo así que está dispuesta a echarse la culpa de la muerte de Adriano para salvarlo. |                                            |                           |                      |
| 59 | «Cada acción tiene consecuencia»           | 29 de abril de 2021       | 2.2                  |
| Joaquín lleva a Alexa con el ginecólogo para saber el sexo de su bebé y ésta logra engañarlo por segunda vez. Alfonso le confiesa a Gabriel que Fernando es su hijo. Joaquín es herido por los hombres de Brian Wood. El juicio de Fernando comienza. Caridad cacha a Baldomero besando a su esposa, lo cachetea y lo tacha de mentiroso. |                                            |                           |                      |
| 60 | «Tenemos que decirnos adiós»               | 30 de abril de 2021       | 2.0                  |
| Paola muestra una prueba contundente para liberar a Fernando. Pilar le pide a Baldomero que se vaya de la casona por seducir y engañar a Caridad. Fernando al salir de prisión decide terminar su relación con Irene, para poder limpiar su nombre. Tamara es arrestada por mentir en el juicio y podría pasar varios años en prisión. |                                            |                           |                      |
| 61 | «Una decisión radical»                     | 3 de mayo de 2021         | 2.0                  |
| Tamara advierte a Joaquín que si no la ayuda a salir de prisión, les dirá a todos que él estuvo detrás de su declaración. Al darse cuenta de que Ceci dijo la verdad, Gabriel decide apoyarla para que haga su denuncia pero poco después cambia de opinión y todos quedan desconcertados. |                                            |                           |                      |
| 62 | «Paso a paso»                              | 4 de mayo de 2021         | 2.3                  |
| A pesar de que Joaquín da indicaciones precisas a sus hombres para agarrar al hombre que lo está extorsionando, se les escapa. Al despertar, Katia se da cuenta de que no está en su casa por lo que le reclama a su mamá, quien le dice que la durmieron con cloroformo pues sabían de sus planes para irse con Irene. |                                            |                           |                      |
| 63 | «Atrapados en la tormenta»                 | 5 de mayo de 2021         | 2.2                  |
| Dante se pone furioso al enterarse de que el cuerpo de Rubén fue encontrado, así que le dice a Joaquín que los errores se pagan en vida y los está pagando con él. Araceli llama a Johnny para que le resuelva lo de sus papeles pero momentos después la policía la ve sentada en la calle y se la lleva presa. |                                            |                           |                      |
| 64 | «Aquí va a ver una desgracia»              | 6 de mayo de 2021         | 2.1                  |
| Debido a la fuerte lluvia, Alexa y Gabriel quedan sin auto e incomunicados, así que deciden quedarse en una cabaña donde dan rienda suelta a la pasión. Gabriel y Alexa quedan atrapados en la tormenta por lo que Joaquín los busca pero al ver que no llegan, sospecha que estuvieron juntos, lo que ellos mismos confirman a su regreso. |                                            |                           |                      |
| 65 | «Ajuste de cuentas»                        | 7 de mayo de 2021         | 2.2                  |
| Laura le revela a Martina que ella y Alfonso son los padres de Fernando, así que se pone feliz pero teme por la reacción de Dante y Joaquín. Gabriel cita a Ramiro para comprarle algunos dólares, lo cual les confirma que es la persona que ha estado chantajeando a Joaquín. |                                            |                           |                      |
| 66 | «Gabriel no se puede morir»                | 10 de mayo de 2021        | 1.8                  |
| Joaquín involucra a Baldomero en su negocio y lo amenaza. Martina será la madrina del bebé de Alexa. Gabriel sufre un terrible accidente en una redada y su vida está en peligro. Alexa casi es descubierta al mostrar su excesiva preocupación por Gabriel, Martina le pide a su adorado esposo luchar por su vida y Alexa sufre por no poder ver a Gabriel. |                                            |                           |                      |
| 67 | «El corazón no entiende razones»           | 11 de mayo de 2021        | 2.4                  |
| Fernando y su equipo de surf logran quedarse con el segundo lugar en Hawái. Alfonso le sugiere a Alexa controlarse para que no descubran su relación con Gabriel. Irene feliz por la victoria. Alexa le ruega a Gabriel luchar por su vida; él abre los ojos. Mientras Ramiro declara contra Joaquín, Irene lo amenaza si descubre que mató a Adriano. |                                            |                           |                      |
| 68 | «Hay amores que matan»                     | 12 de mayo de 2021        | 2.6                  |
| Cecilia con el apoyo de Ramona y de su madre denuncia a Solís y el comandante Alfonso arresta a Humberto acusado de haber abusado de Cecilia. Irene pone sobre aviso a Joaquín. Fernando se siente culpable de pasar la noche con Paula, pero ella, decide luchar por su amor. Alexa logra ver a Gabriel y éste le promete que siempre van a estar juntos. |                                            |                           |                      |
| 69 | «¡Me abandonaste!»                         | 13 de mayo de 2021        | 2.3                  |
| Paula está decidida a unir su vida a la de Fernando, así que le hace una impactante propuesta. Joaquín ayuda a Humberto Solís a escapar. Martina le arma una escena de celos a Gabriel. Laura y Alfonso le revelan a Fernando la verdad, pero él los desprecia. |                                            |                           |                      |
| 70 | «Fue un error casarme con él»              | 14 de mayo de 2021        | 2.2                  |
| Joaquín vuelve a recibir un anónimo y jura vengarse de la persona que lo está amenazando. Martina muere de celos al ver a Rodrigo con su amiga y Soco le confiesa todo a Irene. Martina se siente sola como mujer y manda investigar a Gabriel y a Alexa. Rafaela llega a la casona para ayudarle a Dante a vender sus tierras, pero Martina y Alexa mueren de celos al saber que fue prometida de Gabriel. |                                            |                           |                      |
| 71 | «Morder la mano que te da de comer»        | 17 de mayo de 2021        | 2.1                  |
| Dante busca a Alfonso para reclamarle y lo amenaza con una pistola, pero sufre una crisis y Alfonso decide ayudarlo; Joaquín y Socorro se enfrentan en el careo. Joaquín amenaza a Irene con denunciarla por difamación y le exige a los Ferrer correr a Soco, pero Dante impide sus altanerías. |                                            |                           |                      |
| 72 | «Entre la vida y la muerte»                | 18 de mayo de 2021        | 2.4                  |
| Martina busca a Fernando para poder llevar una relación de hermanos. Alexa siente celos al saber que Gabriel se verá con Rafaela y Fernando se desmaya en casa de Irene tras entregarle el trofeo de surf. Fernando se desmaya por culpa de un terrible virus del Pacífico; Irene y Laura lo cuidan. Martina está celosa de Rafaela y también la manda investigar. |                                            |                           |                      |
| 73 | «La última vez que nos vemos»              | 19 de mayo de 2021        | 2.4                  |
| Martina se porta grosera con Rafaela al verla en su casa y Alexa se siente insegura al escuchar que Rafaela sabe todos los secretos de Gabriel. Irene se siente decepcionada por el engaño de Fernando con Paula y a Dante le queda poco tiempo de vida, así que decide poner a Pilar como titular de sus terrenos. |                                            |                           |                      |
| 74 | «Dinero sucio»                             | 20 de mayo de 2021        | 2.1                  |
| Dante le pide a Martina ayudarle a cumplir su última voluntad; ambos se abrazan con amor. Rodrigo celebra su nuevo empleo con Elisa y terminan dejándose llevar por la pasión. Pilar descubre los negocios de Dante y decide terminar con su relación para siempre y Fernando podría irse a Australia. |                                            |                           |                      |
| 75 | «Vender el alma al diablo»                 | 21 de mayo de 2021        | 2.4                  |
| Pilar se va a casa de Rodrigo y Dante se desmaya tras la discusión con Pilar. Solís busca a Ceci para vengarse y Pilar no desea hablar con Irene, ya que piensa que es cómplice de Joaquín y Dante. Humberto entra a casa de Cecilia para quemarla con ácido. Irene enfrenta a Dante y a Joaquín por involucrar sus tierras en el lavado de dinero. Laura y Alfonso discuten por la situación de Joaquín. |                                            |                           |                      |
| 76 | «Esta familia se está cayendo en pedazos»  | 24 de mayo de 2021        | 2.4                  |
| Rodrigo busca a Dante para reclamarle haberle ocultado lo de sus negocios sucios y le deja claro a Joaquín que no le tiene miedo. Alfonso es apartado del caso de los Ferrer. Fernando le asegura a Joaquín que pagará por haber matado a Adriano. Martina no entiende qué pasa en la casona y Alfonso es sacado del caso contra Joaquín. |                                            |                           |                      |
| 77 | «Deseo cumplido, papito lindo»             | 25 de mayo de 2021        | 2.4                  |
| Rafaela sospecha que Alexa es la amante de Gabriel. Dante firma el contrato de compraventa de la casona. Joaquín descubre que Dante ya vendió la casona, así que intenta matarlo. Martina enfrenta a Gabriel al saber que es investigador privado. |                                            |                           |                      |
| 78 | «Una muerte entre los olivos»              | 26 de mayo de 2021        | 2.5                  |
| Martina encuentra muerto a Dante y queda desconsolada. Fernando busca a Irene para explicarle lo que pasó con Paula. Fernando decide darle una oportunidad a Laura y a Alfonso antes de irse a Australia y Joaquín asume su posición de dueño y señor de la casona. |                                            |                           |                      |
| 79 | «Déjame cuidarte»                          | 27 de mayo de 2021        | 2.3                  |
| Rafaela se presenta al funeral y Joaquín se entera de que ella es la encargada de la venta de la casona. Joaquín se despide con unas palabras emotivas a su papito lindo. Gabriel y Alexa sospechan que Joaquín mató a Dante. Martina se siente muy sola, pero Rodrigo le ofrece su protección y se besan. |                                            |                           |                      |
| 80 | «El heredero universal de Dante Ferrer»    | 28 de mayo de 2021        | 2.4                  |
| Irene acompaña a Katia durante el parto para recibir a su nieto. Martina le confiesa a Alexa que besó a Rodrigo. Joaquín está muy ilusionado con la llegada de su hijo y sorprende a Alexa. Los Ferrer se reúnen para la lectura del testamento de Dante; todos quedan impactados con su última voluntad, puesto a que nombró como único heredero a Gabriel y Joaquín explota contra de él tras recibir la noticia, tratando de buscar la manera de anular el testamento. Martina le exige a Gabriel que lea la carta. |                                            |                           |                      |
| 81 | «Este juego ya lo perdiste»                | 31 de mayo de 2021        | 2.4                  |
| Martina no está dispuesta a perder el dinero de los Ferrer, así que enfrenta a Rafaela para reclamarle que ella y Gabriel planearán todo para dejarla a ella y a su hermano sin herencia. Joaquín pierde completamente la razón y deja ver que ahora quien domina su cuerpo es el Halcón. Gabriel le deja en claro a Joaquín que ahora se hace su voluntad. |                                            |                           |                      |
| 82 | «Alexa está muerta»                        | 1 de junio de 2021        | 2.6                  |
| Joaquín por una confesión de Rafaela descubre que Alexa no está embarazada y la manda encerrar; ella huye, pero en el escape sufre un lamentable accidente. Alexa sufre un accidente al ser perseguida por los hombres de Joaquín; Gabriel enfrenta a Rafaela por revelar el secreto del embarazo y desea matar a Joaquín por matar a la mujer que ama. |                                            |                           |                      |
| 83 | «Operativo para atrapar a Joaquín»         | 2 de junio de 2021        | 2.7                  |
| Nicolás lleva a cabo el operativo para detener a Joaquín, la policía le tiende una emboscada y resulta herido. Gabriel le confiesa a Martina los delitos de su hermano. Joaquín resulta herido en la persecución policiaca. Martina, quien ya sabe los fraudes de su hermano, le ayuda a estar a salvo. |                                            |                           |                      |
| 84 | «Alexa está viva»                          | 3 de junio de 2021        | 2.6                  |
| Laura intenta hacer recapacitar a su hijo para entregarse, pero él la golpea con un florero; Martina queda impactada. Alexa no murió en el atentado, pero al ser trasladada al hospital, Joaquín se entera de que ella y Gabriel son amantes. |                                            |                           |                      |
| 85 | «Echar raíces»                             | 4 de junio de 2021        | 3.1                  |
| Martina le reclama a Gabriel y Alexa por haber ocultado que eran amantes. Joaquín enfurece al saber que Alexa lo engañó con Gabriel. Gabriel le regala un arreglo especial de origami a Alexa y aprovecha para pedirle que sea su esposa. Joaquín busca vengarse de Alexa y Gabriel y termina por secuestrarlos. Irene y Fernando emprenden una vida juntos en Australia al lado de Katia y su nieto. Alfonso y Nicolás reciben un gran reconocimiento. Laura muy feliz por su hijo y su gran amor Alfonso. Joaquín termina sus días en la cárcel al lado de todos sus cómplices. Alexa y Gabriel se casan por la iglesia, Irene y Fernando emprenden una vida juntos en Australia. |                                            |                           |                      |

## Producción
La telenovela se presentó el 15 de octubre de 2020 durante el Up-front de Televisa para la temporada en televisión 2020-21, bajo el esquema «Up-Front: Visión21, Realidad sin límites». Ese mismo día, se confirmó a Fernando Ciangherotti, Yolanda Ventura, Arturo Peniche y Laura Flores como los primeros confirmados del reparto, aparte de marcar el regreso a Televisa del productor Carlos Moreno Laguillo a la producción de ficciones, siendo Y mañana será otro día la última que había realizado en 2018. El 27 de octubre de 2020, se confirmó a Claudia Martín, Mariana Torres, Carlos Ferro, José María de Tavira y Claudia Ramírez como los protagonistas de la producción, así como el regreso a las telenovelas de Kuno Becker. La producción de la telenovela inició grabaciones el 23 de noviembre de 2020, siendo una historia original de Martha Carrillo y Cristina García, la cual, desde un inicio se tenían planeados 97 episodios de una hora, luego fue aumentado a 102 episodios y finalmente, debido a los bajos índices de audiencia —junto con la poca aceptación de parte del televidente—, la telenovela fue recortada a 85 episodios en total (tres semanas de emisión). La producción de la telenovela finalizó grabaciones el 19 de mayo de 2021.

## Audiencia
| Temporada | Horario (CT)                     | Episodios | Primera emisión      | Primera emisión      | Última emisión     | Última emisión       | Promedio de espectadores (millones) |
| Temporada | Horario (CT)                     | Episodios | Fecha                | Audiencia (millones) | Fecha              | Audiencia (millones) | Promedio de espectadores (millones) |
| --------- | -------------------------------- | --------- | -------------------- | -------------------- | ------------------ | -------------------- | ----------------------------------- |
| 1         | Lunes a viernes 18:30 - 19:30 h. | 85        | 8 de febrero de 2021 | 2.5                  | 4 de junio de 2021 | 3.1                  | 2.28                                |

## Premios y nominaciones

### TV Adicto Golden Awards 2021
| Categoría                          | Nominados                                                                 | Resultado |
| ---------------------------------- | ------------------------------------------------------------------------- | --------- |
| Mejor actuación especial masculina | Fernando Ciangherotti                                                     | Ganador   |
| Mejor dirección de cámaras         | Armando Zafra, Alejandro Álvarez Ceniceros, Miguel del Valle y Hugo Muñoz | Ganadores |